# 两宋风云
《两宋风云》是袁腾飞在百家讲坛主讲的一个电视节目，首播于2009年7月13日，结束于2009年8月11日，一共30集。节目讲述了从宋徽宗即位到宋高宗退位期间的历史故事。由于主讲人相声般的语言风格，受到观众追捧，使百家讲坛收视率达到自2009年来最高。目前，以袁腾飞在节目中的讲稿为基础的同名图书已经出版。

## 起源
2008年2月，网上便出现名为“最牛历史老师袁腾飞”为标题的视频，5月底，袁腾飞任职的北京菁华学校将其在学校讲授历史课的24段视频发布到优酷网上，视频短小多为片段。其后视频在网民间快速传播，一段讲述“偷袭珍珠港”的视频迄今创下1,900,000的点击数，而各段视频点击总和在3个月内突破千万。他的学生及观看视频的网民将他夸张称为“史上最牛历史老师”。7月，便有北京及其它地区的报社对此事进行报道。
百家讲坛栏目在搜罗各地名讲师时发现袁腾飞，并请他登台演讲。其实早在2005年，海淀区教委便将袁腾飞列入推荐给百家讲坛的名单之中。在试讲一场后，栏目组便决定请他录节目。8月11日，袁腾飞正式在演播厅录制《两宋风云》。袁腾飞也成为即纪连海之后，第二个在百家讲坛演讲的中学老师。

## 集目表
1. 徽宗即位
2. 奸相辅政
3. 宦官掌兵
4. 风流天子
5. 靖康之耻
6. 康王赵构
7. 赵构继统
8. 书生抗金
9. 逃跑皇帝
10. 苗刘兵变
11. 韩五破金
12. 将帅失和
13. 吴玠守蜀
14. 精忠岳飞
15. 傀儡刘豫
16. 伪齐灭亡
17. 中兴四将
18. 君臣反目
19. 淮西兵变
20. 宋金谈判
21. 战端再起
22. 顺昌大捷
23. 功亏一篑
24. 死里逃生
25. 岳飞之死
26. 宋金议和
27. 奸相秦桧
28. 金国易主
29. 宋金再战
30. 高宗禅位